# عمود قسطنطين

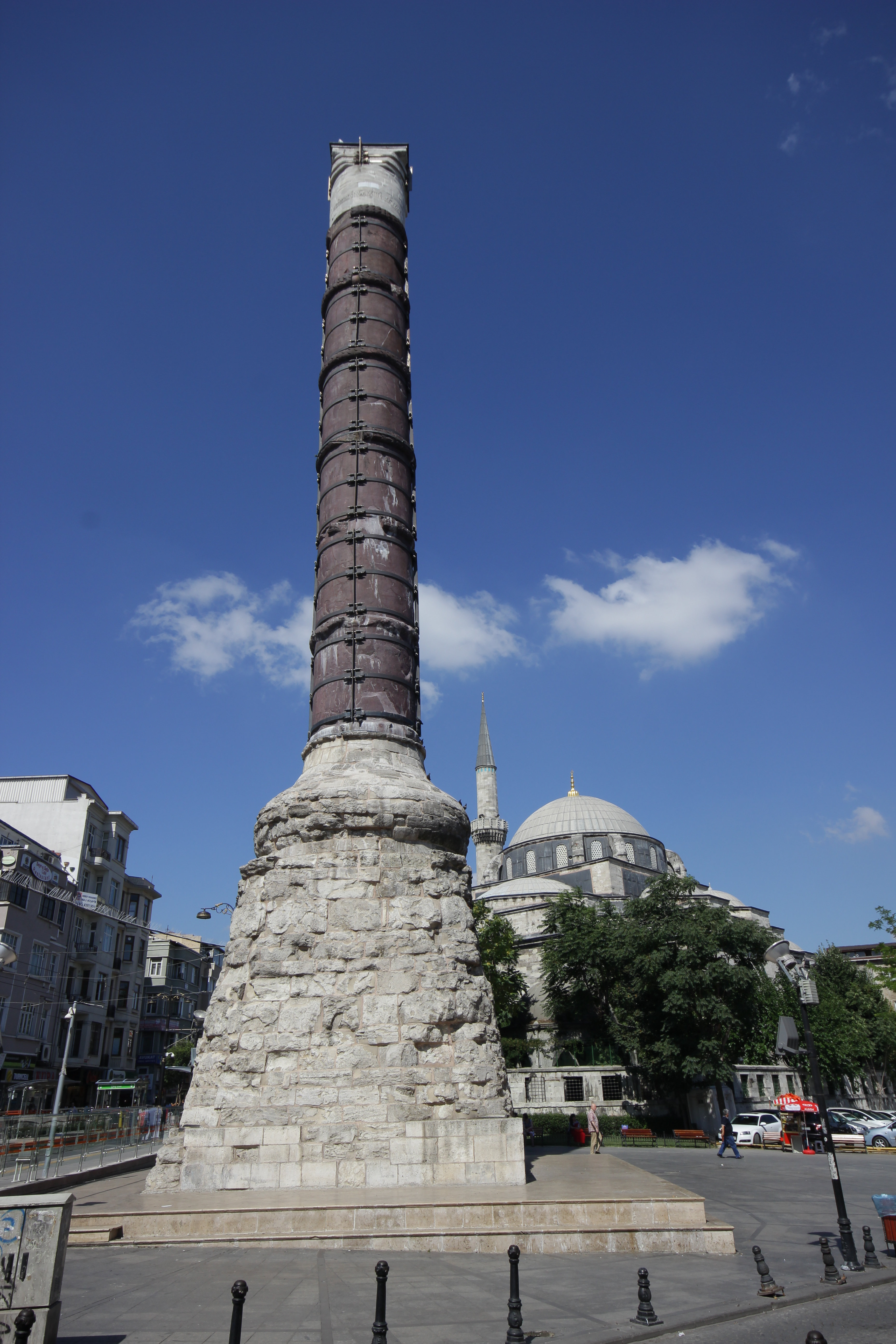
عمود قسطنطين ، من الجنوب الشرقي. خلفه مسجد غازي عتيق علي باشا.

عمود قسطنطين ((بالتركية: Çemberlitaş Sütunu)‏، من çemberli «مطوق» taş «الحجر»)، والمعروف أيضًا باسم " Burnt Stone" أو " Burnt Pillar" ،  هو عمود أثري روماني شُيّدَ بأمر الإمبراطور الروماني قسطنطين الكبير في عام 330 م. لإحياء ذكرى إعلان بيزنطة (التي أطلق عليها قسطنطين اسم نوفا روما) كعاصمة جديدة للإمبراطورية الرومانية. يقع العمود في شارع الانكشارية (Yeniçeriler Caddesi) في حي (يُسمّى باسم العمود) في جامبرليتاس، وسط إسطنبول، على طول الطريق إلى المجلس الإمبراطوري (ديفان يولو) بين ميدان سباق الخيل في القسطنطينية (ساحة السلطان أحمد الآن) ومنتدى ثيودوسيوس (الآن ساحة بيازيت).

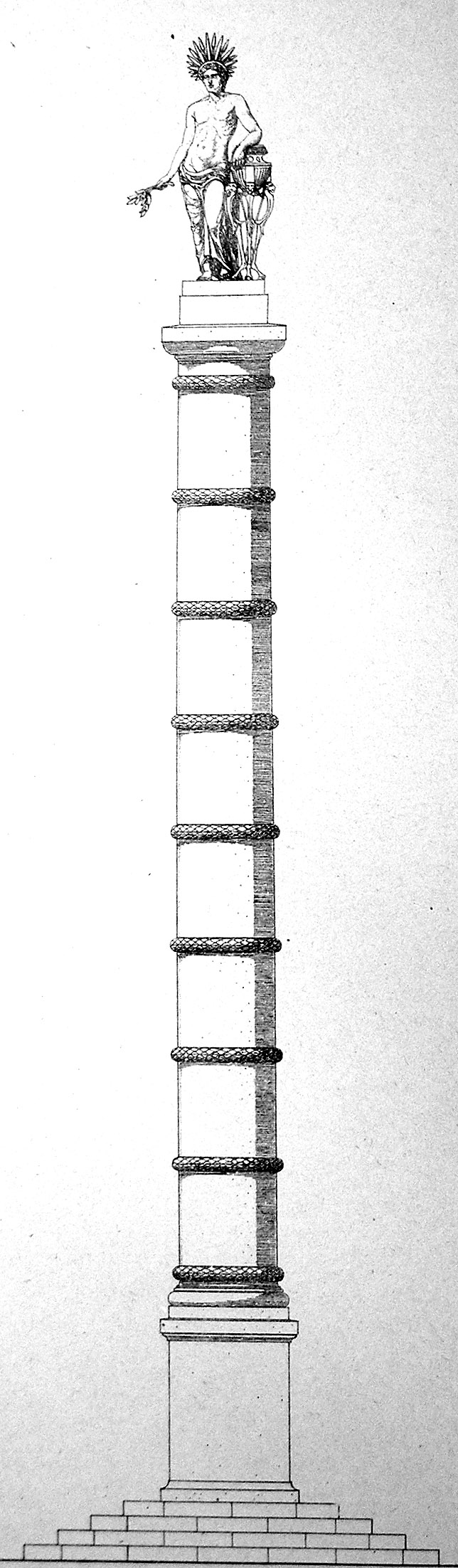
عمود قسطنطين في شكله الأصلي ، مع تمثال قسطنطين على قمة أبولو.

أزيح الستار عن عمود قسطنطين في 11 مايو، 330 م، مع مزيج من الاحتفالات المسيحية وثنية.

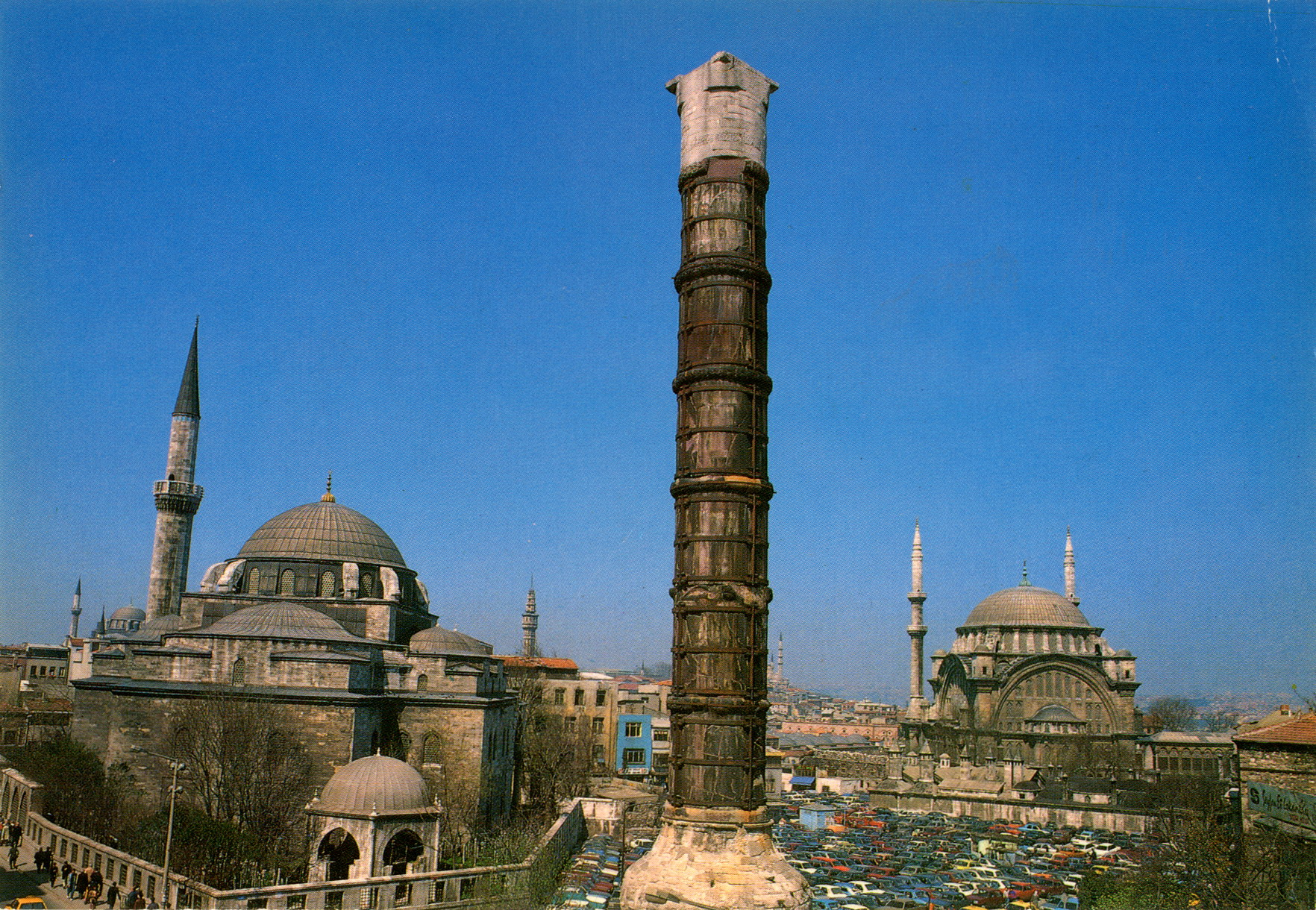
عمود قسطنطين حاليا.